# Blénod-lès-Toul
Pour les articles homonymes, voir Blénod.
Blénod-lès-Toul est une commune française située dans le département de Meurthe-et-Moselle et la région Grand Est.

## Géographie

### Localisation
Commune de Meurthe-et-Moselle, située au point de jonction de trois départements : les Vosges, la Meuse et Meurthe-et-Moselle, entre les vallées de deux rivières : la Meuse et la Moselle. Blénod-lès-Toul fait partie du vignoble des côtes-de-toul.

### Communes limitrophes
Les communes limitrophes sont Bulligny, Charmes-la-Côte, Crézilles, Gye, Mont-le-Vignoble, Moutrot, Vannes-le-Châtel, Rigny-Saint-Martin et Allamps.
| Rigny-saint-martin | Charmes-la-Côte | Mont-le-Vignoble |
| Vannes-le-Châtel   | Blénod-lès-Toul | Crézilles        |
| Uruffe             | Allamps         | Bulligny         |

### Géologie et relief

Le territoire communal

Situé à 285 mètres d'altitude moyenne, d’après les données Corine land Cover, le ban communal de 1 766 hectares comprend en 2011, plus de 24 % de terres arables et de prairies, près de 61 % de forêt, 12 % de surfaces agricoles diverses et 2 % de zones industrielles et urbanisées. Il présente une forme quasi triangulaire dont le côté ouest forme une limite de canton. (cf Fig 1).

### Hydrographie et les eaux souterraines
Hydrogéologie et climatologie : Système d’information pour la gestion des eaux souterraines du bassin Rhin-Meuse :
Territoire communal : Occupation du sol (Corinne Land Cover); Cours d'eau (BD Carthage),
Géologie : Carte géologique; Coupes géologiques et techniques,
 Hydrogéologie : Masses d'eau souterraine; BD Lisa; Cartes piézométriques.
La commune est traversée par la ligne de partage des eaux entre les bassins versants du Rhin et de la Meuse au sein du bassin Rhin-Meuse. Elle est drainée par le ruisseau de Blenod, le ruisseau de la Deuille, le ruisseau de St-Fiacre, le ruisseau des Ormes et le ruisseau des Pres Ury,,.

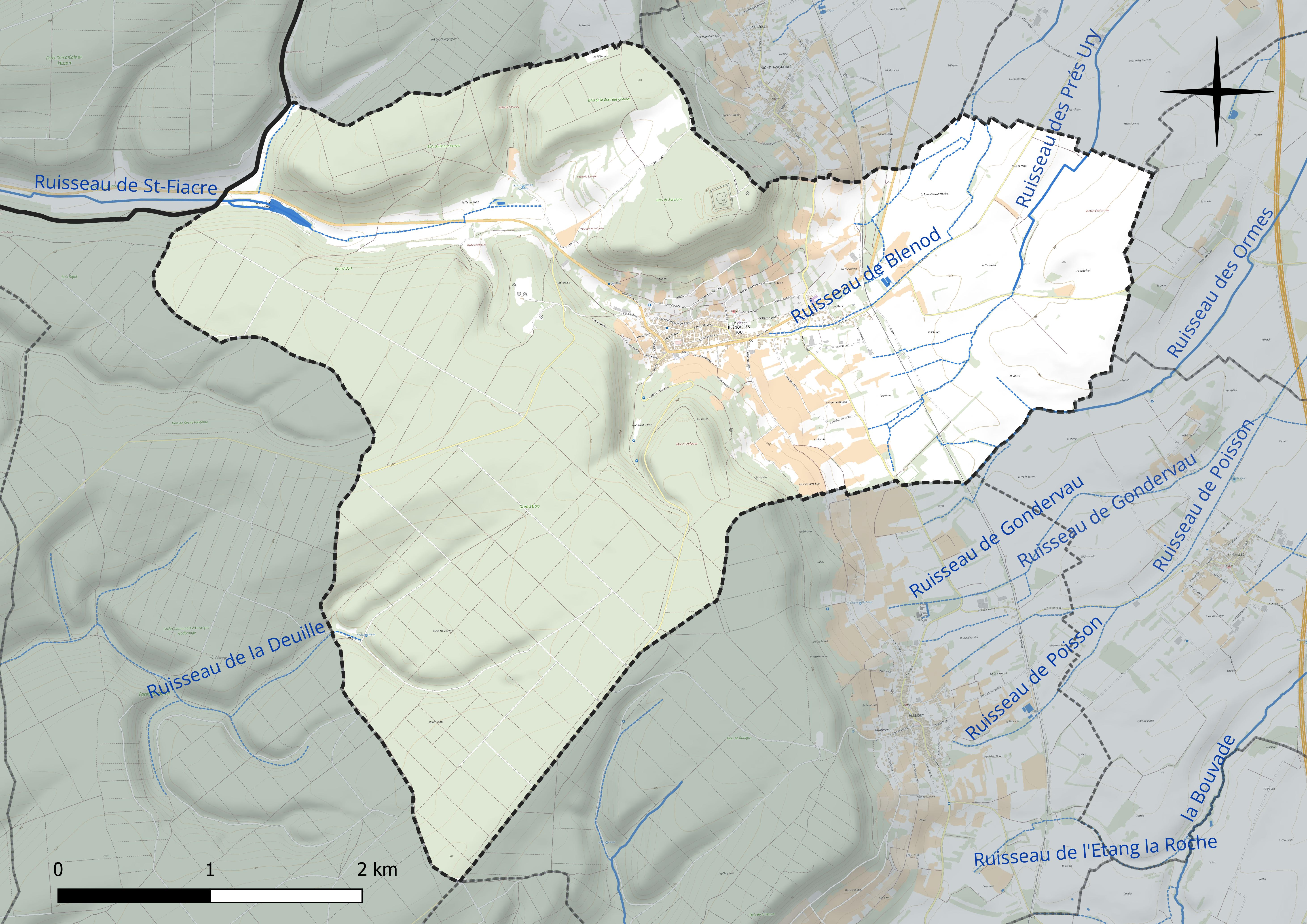
Réseau hydrographique de Blénod-lès-Toul.

### Climat
Pour des articles plus généraux, voir Climat du Grand Est et Climat de Meurthe-et-Moselle.
En 2010, le climat de la commune est de type climat des marges montargnardes, selon une étude du Centre national de la recherche scientifique s'appuyant sur une série de données couvrant la période 1971-2000. En 2020, Météo-France publie une typologie des climats de la France métropolitaine dans laquelle la commune est exposée à un climat océanique altéré et est dans la région climatique Lorraine, plateau de Langres, Morvan, caractérisée par un hiver rude (1,5 °C), des vents modérés et des brouillards fréquents en automne et hiver.
Pour la période 1971-2000, la température annuelle moyenne est de 9,6 °C, avec une amplitude thermique annuelle de 16,6 °C. Le cumul annuel moyen de précipitations est de 894 mm, avec 13,1 jours de précipitations en janvier et 9,5 jours en juillet. Pour la période 1991-2020, la température moyenne annuelle observée sur la station météorologique de Météo-France la plus proche, « Nancy-Ochey », sur la commune d'Ochey à 8 km à vol d'oiseau, est de 10,5 °C et le cumul annuel moyen de précipitations est de 810,4 mm. 
La température maximale relevée sur cette station est de 39,6 °C, atteinte le 25 juillet 2019 ; la température minimale est de −19,1 °C, atteinte le 12 janvier 1987,,.
Les paramètres climatiques de la commune ont été estimés pour le milieu du siècle (2041-2070) selon différents scénarios d'émission de gaz à effet de serre à partir des nouvelles projections climatiques de référence DRIAS-2020. Ils sont consultables sur un site dédié publié par Météo-France en novembre 2022.

## Urbanisme

### Typologie
Au 1er janvier 2024, Blénod-lès-Toul est catégorisée bourg rural, selon la nouvelle grille communale de densité à sept niveaux définie par l'Insee en 2022.
Elle est située hors unité urbaine. Par ailleurs la commune fait partie de l'aire d'attraction de Nancy, dont elle est une commune de la couronne,. Cette aire, qui regroupe 353 communes, est catégorisée dans les aires de 200 000 à moins de 700 000 habitants,.

### Occupation des sols

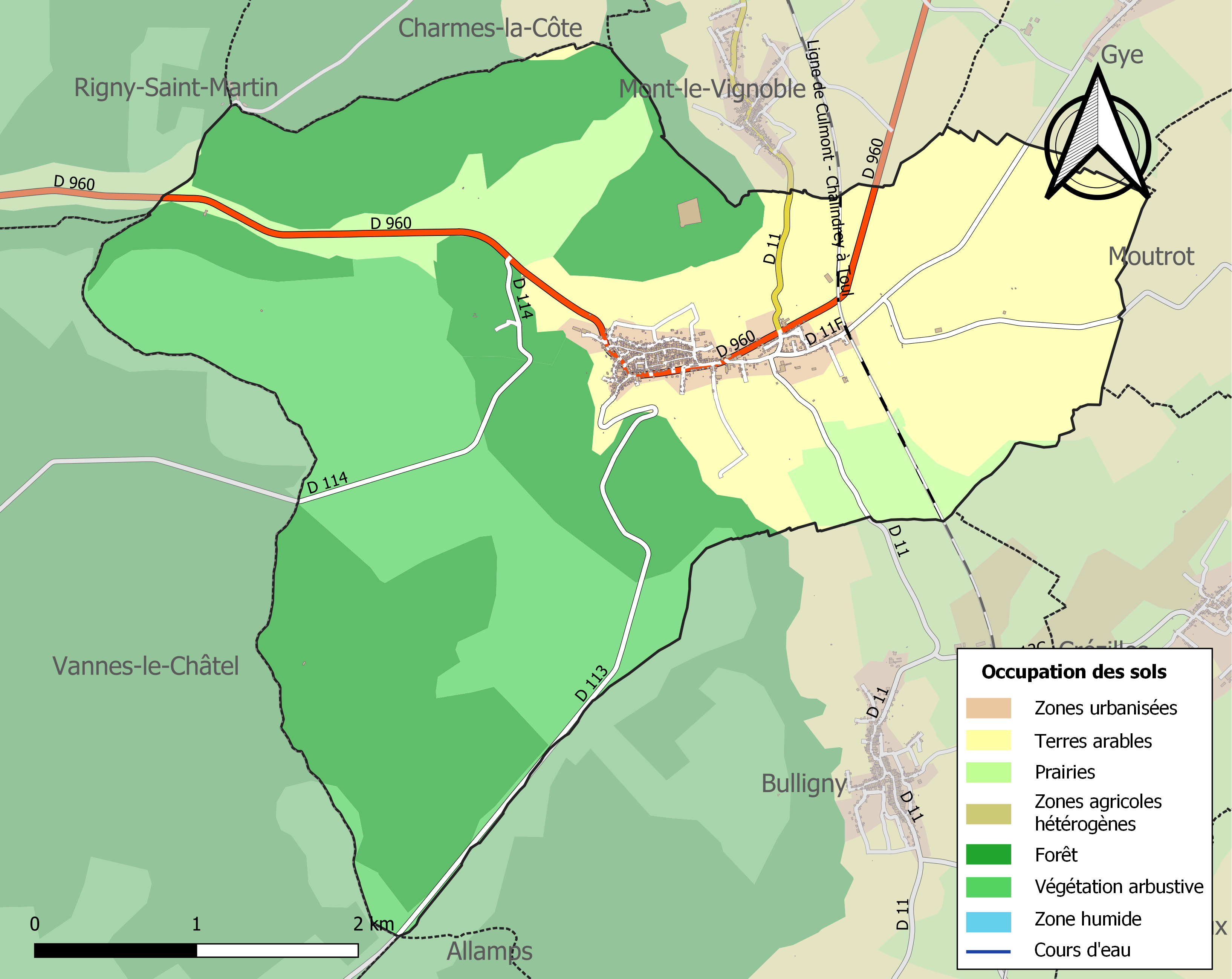
Carte des infrastructures et de l'occupation des sols de la commune en 2018 (CLC).

L'occupation des sols de la commune, telle qu'elle ressort de la base de données européenne d’occupation biophysique des sols Corine Land Cover (CLC), est marquée par l'importance des forêts et milieux semi-naturels (61,4 % en 2018), une proportion identique à celle de 1990 (61,4 %). La répartition détaillée en 2018 est la suivante : forêts (38,3 %), milieux à végétation arbustive et/ou herbacée (23,1 %), terres arables (15 %), cultures permanentes (11,8 %), prairies (8,8 %), zones urbanisées (3 %). L'évolution de l’occupation des sols de la commune et de ses infrastructures peut être observée sur les différentes représentations cartographiques du territoire : la carte de Cassini (XVIIIe siècle), la carte d'état-major (1820-1866) et les cartes ou photos aériennes de l'IGN pour la période actuelle (1950 à aujourd'hui).

### Habitat et logement
En 2020, le nombre total de logements dans la commune était de 495, alors qu'il était de 479 en 2015 et de 464 en 2010.
Parmi ces logements, 87,3 % étaient des résidences principales, 1,8 % des résidences secondaires et 10,9 % des logements vacants. Ces logements étaient pour 92,9 % d'entre eux des maisons individuelles et pour 6,9 % des appartements.
Le tableau ci-dessous présente la typologie des logements à Blénod-lès-Toul en 2020 en comparaison avec celle de Meurthe-et-Moselle et de la France entière. Une caractéristique marquante du parc de logements est ainsi une proportion de résidences secondaires et logements occasionnels (1,8 %) inférieure à celle du département (2,1 %) et  à celle de la France entière (9,7 %). Concernant le statut d'occupation de ces logements, 78 % des habitants de la commune sont propriétaires de leur logement (80,5 % en 2015), contre 57,3 % pour la Meurthe-et-Moselle et 57,5 pour la France entière.
| Typologie                                               | Blénod-lès-Toul | Meurthe-et-Moselle | France entière |
| ------------------------------------------------------- | --------------- | ------------------ | -------------- |
| Résidences principales (en %)                           | 87,3            | 88,6               | 82,1           |
| Résidences secondaires et logements occasionnels (en %) | 1,8             | 2,1                | 9,7            |
| Logements vacants (en %)                                | 10,9            | 9,3                | 8,2            |

### Voies de communications et transports

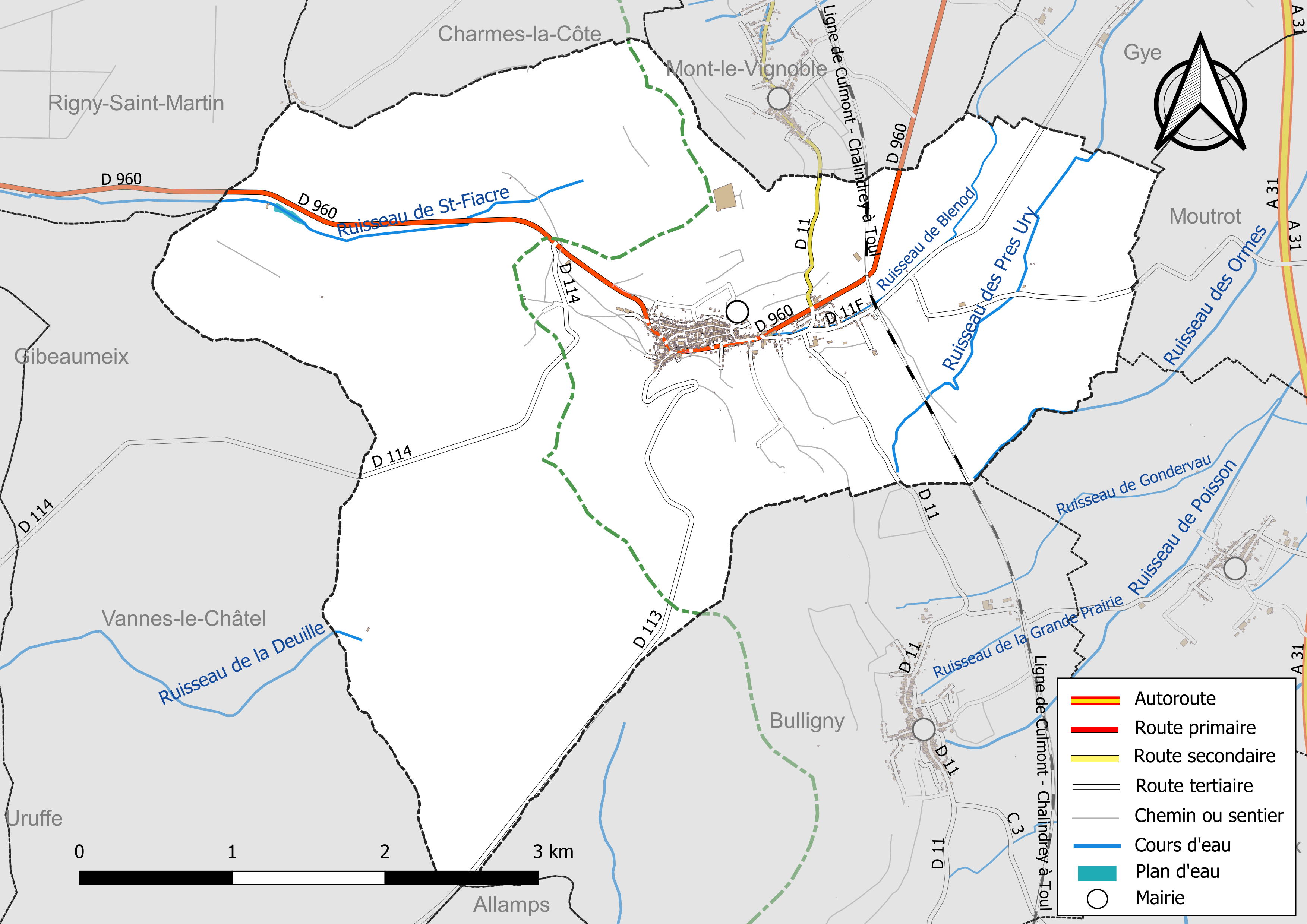
Carte hydrographique et des infrastructures de transport de la commune.

La commune est desservie par la route départementale no 960  (Toul-Saudron) mais les chroniques historiques et répertoires archéologiques signalent d'ancien chemins la reliant à la voie romaine historique Langres -Metz.
Blénod-lès-Toul est aisément accessible par l'autoroute A31 (France) et ses échangeurs Toul-Valcourt, Colombey les Belles ou  Toul-Croix de Metz.
La commune est desservie par le réseau Fluo Grand Est.
La commune est traversée par la ligne de Culmont - Chalindrey à Toul, mais les stations de chemin de fer les plus proches sont les gares de Toul et de Pagny-sur-Meuse.

### Risques naturels et technologiques
La commune située dans une zone de sismicité très faible.

## Toponymie
Bladenacum (xe siècle) ; Villa nuncupata Bladenau ; Blenodium ; Bladiniacum (982) ; Ecclesia de Blaviniaco (1154) ; Blenou (1367) ; Bleno (1496) ; Blénod-aux-Oignons (1779) sont les graphies recensées par le dictionnaire topographique de France.
Le toponyme apparaît toutefois dès 662/654 sur une épitaphe : Blenodium ; l'on trouve ensuite les formes Bladenaco en 965, Bladiniaco en 982, Blaniacum en 1103. Les premières formes françaises sont "Blenou" en 1367 et "Bleno" en 1496. La situation près de Toul n'apparaît qu'en 1862 : "Blénod-lez-Toul". L'on trouve également "Blénod-aux-Oignons" en 1779 .
Le toponyme vient d'un anthroponyme, soit le gallo-romain Bladinus diminutif de Bladus, soit le germanique Bladenus/Bladinus, avec le suffixe gallo-romain -iacum : domaine de Bladin/Bladen. Ce type de toponyme, jargon de l'administration fiscale, est caractéristique de l'Antiquité tardive IVe siècle-VIIe siècle [6], toutefois selon plusieurs sources ce toponyme pourrait être lié au culte voué à Apollon ou Bélénos chez les Celtes.
La préposition « lès » permet de signifier la proximité d'un lieu géographique par rapport à un autre lieu. En règle générale, il s'agit d'une localité qui tient à se situer par rapport à une ville voisine plus grande. La commune de Blénod indique qu'elle se situe près de Toul.
Le dictionnaire de Meurthe mentionne les écarts suivants : Menne, chapelle, Onze-Fontaines, moulin ; Robert et Saint-Fiacre. Il y a quatre moulins à grains.

## Histoire

### Antiquité
E. Olry indique la découverte de substructions gallo-romaines au lieu-dit la Voivre. Des artefacts (tuiles à rebord) ont été remis au musée lorrain de Nancy Les mêmes sources indiquent la découverte de monnaies sur une hauteur dominant le village, soit au lieu de l'ancien fort de Blénod (bois de Sorvigne), soit au lieu-dit sur Moncel (Grand bois) qui pourrait être lié à un ancien oppidum. (fig 1) dit du "Mont Gaillaud".
D'après les chroniques historiques, André du Saussay, évêque de Toul (1657-1675) aurait prétendu que, de son temps, on avait découvert près du village une statue d'Apollon avec des colonnes (voir la découverte de l'Apollon de Francheville).

### Ancien Régime
Au VIIe siècle, Dagobert Ier, roi de France, de 622 à 654, donne à l'évêque Teudefride, entre autres domaines, la forteresse de Galiaud et le bourg de Blénod, qui devint, dès-lors, le chef-lieu d'une châtellenie dépendant de l'évêché de Toul.

Outre cette donation, l'historien E. Grosse précise dans son Dictionnaire statistique du département de la Meurthe :
« Le château de ce bourg fut réparé, embelli et fortifié en 1456, par l'évêque Henri de Ville ; il passait pour imprenable. En 1509, un autre évoque nommé Hugues des Hazards fit construire la belle église qui existe encore à Blénod ; elle est bâtie sur le plan de la cathédrale de Toul, mais dans des proportions plus minimes ; c'est une des plus remarquables du pays : On voyait aussi à Blénod un palais et un hôpital que le même prélat y avait élevés, mais il n'en reste plus que des ruines. »
H. Lepage précise quant à lui :
« Dans le vallon qui s'étend entre Blénod et Rigny, s'élevait le château de Quatrevaux, célèbre par les conférences princières qui y furent tenues. Le 8 décembre 1299, l'empereur Albert I" et Philippe, roi de France, y étaient réunis. L'empereur y ratifia le mariage conclu entre son fils Rodolphe, et Blanche, fille de Philippe. Avant 1792, on voyait, dans la partie supérieure du cimetière, un fort bel oratoire sous l'invocation de saint Georges, et, au bas de la grande rue du bourg, une chapelle dite de Saint-Clément. »

### Époque contemporaine
E Grosse indique, en 1836, dans son dictionnaire statistique, quelques chiffres économiques :
«Surface territ. cadast., 1761 hect., dont  920 en bois, 3o8 en terres labour., 85 en prairies, 128 en friches, et 23o en vignes, dont les produits sont passables.»
(cf. carte historique du vignoble lorrain)
La commune a été desservie par une gare sur la ligne de Culmont - Chalindrey à Toul, ouverte en 1881, facilitant les déplacements des habitants et le transport des marchandises. Cette gare est désormais fermée.
Le 21 février 1914 une tornade de classe EF2, soit des vents estimés entre 175 km/h et 220 km/h, affecte plusieurs dizaines d'habitations et l'église à Blénod-lès-Toul.

## Politique et administration

### Rattachements administratifs et électoraux

#### Rattachements administratifs
La commune se trouve depuis 1943 dans l'arrondissement de Toul du département de l'Meurthe-et-Moselle.
Après avoir été de 1793 à 1801 le chef-lieu d'un éphémère canton de Blenod, elle faisait partie depuis lors du canton de Toul-Sud. Dans le cadre du redécoupage cantonal de 2014 en France, cette circonscription administrative territoriale a disparu, et le canton n'est plus qu'une circonscription électorale.

#### Rattachements électoraux
Pour les élections départementales, la commune fait partie depuis 2014 du canton de Meine au Saintois
Pour l'élection des députés, elle fait partie de la cinquième circonscription de Meurthe-et-Moselle.

### Intercommunalité
Blénod-lès-Toul est membre de la communauté de communes du Pays de Colombey et du Sud Toulois, un établissement public de coopération intercommunale (EPCI) à fiscalité propre créé en 2001 et auquel la commune a transféré un certain nombre de ses compétences, dans les conditions déterminées par le code général des collectivités territoriales.
Cette intercommunalité au SIVOM du Pays de Colombey et du Sud Toulois a été créée en 1985.

### Liste des maires
| Période                                  | Période                        | Identité                    | Étiquette           | Qualité                                                                     |
| ---------------------------------------- | ------------------------------ | --------------------------- | ------------------- | --------------------------------------------------------------------------- |
| Les données manquantes sont à compléter. |                                |                             |                     |                                                                             |
|                                          |                                |                             |                     |                                                                             |
| 1813                                     | 1839                           | Joseph Robin                |                     | Officier sous Napoléon                                                      |
|                                          | août 1860                      | Hubert Bouchon              |                     | Déjà maire en 1852                                                          |
| août 1860                                | 2 juin 1864                    | Joseph Petitbien            | gauche républicaine | Géomètre et arpenteur agricole. Député de Meurthe-et-Moselle de 1876 à 1885 |
| 3 juin 1864                              | 1870                           | Erasme Buez                 |                     |                                                                             |
| 21 mai 1871                              | 1881                           | Joseph Petitbien            | gauche républicaine | Géomètre et arpenteur agricole. Député de Meurthe-et-Moselle de 1876 à 1885 |
|                                          | 1907                           | Louis Victor Alfred Sinique |                     | Mort en fonction à 60 ans                                                   |
| avant 1910                               |                                | Eugène Mouilleron           |                     |                                                                             |
| avant 1918                               | 1918                           | Lucien Pagel                |                     |                                                                             |
|                                          |                                |                             |                     |                                                                             |
| mars 1965                                | mars 1972                      | René Bagnon                 |                     |                                                                             |
| mars 1972                                | mars 1977                      | André Girerd                |                     | Médecin                                                                     |
| mars 1977                                | octobre 1977                   | René Alboucq                |                     |                                                                             |
|                                          |                                | Jean Pierre Miliani         |                     |                                                                             |
| 1979                                     | mars 1983                      | Jean Louis Olaïzola         | DVG                 |                                                                             |
| mars 1983                                | octobre 1987                   | Edmond Caure                |                     | Commandant honoraire de l'Armée de l'air                                    |
| octobre 1987                             | mars 1995                      | Rémi Guillerme              |                     | Instituteur                                                                 |
| mars 1995                                | mars 2008                      | Jean-Pierre Haye            |                     |                                                                             |
| mars 2008                                | juillet 2023                   | Jean Louis Olaïzola         |                     | Ancien cadre Démissionnaire                                                 |
| juillet 2023                             | En cours (au 30 novembre 2023) | Cécile Denis                |                     | Profession intermédiaire administrative de la fonction publique             |

## Finances communales

### Budget et fiscalité 2023
En 2023, le budget de la commune était constitué ainsi :
- total des produits de fonctionnement : 590 000 €, soit 563 € par habitant ;
- total des charges de fonctionnement : 534 000 €, soit 510 € par habitant ;
- total des ressources d'investissement : 103 000 €, soit 99 € par habitant ;
- total des emplois d'investissement : 83 000 €, soit 80 € par habitant ;
- endettement : 502 000 €, soit 479 € par habitant.

Avec les taux de fiscalité suivants :
- taxe d'habitation : 9,28 % ;
- taxe foncière sur les propriétés bâties : 28,37 % ;
- taxe foncière sur les propriétés non bâties : 22,70 % ;
- taxe additionnelle à la taxe foncière sur les propriétés non bâties : 0,00 % ;
- cotisation foncière des entreprises : 0,00 %.

Chiffres clés Revenus et pauvreté des ménages en 2021 : médiane en 2021 du revenu disponible, par unité de consommation : 21 800 €.

## Population et société

### Démographie

#### Évolution démographique
L'évolution du nombre d'habitants est connue à travers les recensements de la population effectués dans la commune depuis 1793. Pour les communes de moins de 10 000 habitants, une enquête de recensement portant sur toute la population est réalisée tous les cinq ans, les populations de référence des années intermédiaires étant quant à elles estimées par interpolation ou extrapolation. Pour la commune, le premier recensement exhaustif entrant dans le cadre du nouveau dispositif a été réalisé en 2004.

En 2022, la commune comptait 1 028 habitants, en évolution de −6,12 % par rapport à 2016 (Meurthe-et-Moselle : −0,13 %, France hors Mayotte : +2,11 %).
| 1793  | 1800  | 1806  | 1821  | 1831  | 1836  | 1841  | 1846  | 1851  |
| ----- | ----- | ----- | ----- | ----- | ----- | ----- | ----- | ----- |
| 1 225 | 1 360 | 1 382 | 1 345 | 1 445 | 1 554 | 1 550 | 1 597 | 1 562 |

| 1856  | 1861  | 1872  | 1876  | 1881  | 1886  | 1891  | 1896  | 1901  |
| ----- | ----- | ----- | ----- | ----- | ----- | ----- | ----- | ----- |
| 1 301 | 1 386 | 1 244 | 1 262 | 1 271 | 1 284 | 1 269 | 1 164 | 1 046 |

| 1906  | 1911  | 1921 | 1926 | 1931 | 1936 | 1946 | 1954 | 1962 |
| ----- | ----- | ---- | ---- | ---- | ---- | ---- | ---- | ---- |
| 1 112 | 1 170 | 971  | 884  | 870  | 843  | 824  | 846  | 876  |

| 1968 | 1975 | 1982 | 1990 | 1999 | 2004  | 2006  | 2009  | 2014  |
| ---- | ---- | ---- | ---- | ---- | ----- | ----- | ----- | ----- |
| 818  | 826  | 798  | 906  | 952  | 1 018 | 1 034 | 1 046 | 1 071 |

| 2019  | 2022  | - | - | - | - | - | - | - |
| ----- | ----- | - | - | - | - | - | - | - |
| 1 045 | 1 028 | - | - | - | - | - | - | - |

La paroisse compte 2000 âmes de 1550 à 1636 année de la peste.

### Enseignement
Établissements d'enseignements :
- Écoles maternelles et primaires à Blénod-lès-Toul, Domgermain, Vannes-le-Châtel, Uruffe, Bicqueley.
- Collèges à Colombey-les-Belles, Toul, Foug.
- Lycées à Toul, Bois-de-Haye.

### Santé
Professionnels et établissements de santé :
- Médecins à Blénod-lès-Toul, Allamps, Domgermain, Dommartin-lès-Toul, Colombey-les-Belles, Écrouves, Foug.
- Pharmacies à Blénod-lès-Toul, Dommartin-lès-Toul, Colombey-les-Belles, Écrouves, Foug.
- Hôpitaux à Dommartin-lès-Toul, Toul, Neuves-Maisons, Liverdun, Commercy.

### Cultes
- Culte catholique, Paroisse Saint Gauzelin du Toulois Sud[42], Diocèse de Nancy-Toul.

## Économie

### Secteur primaire ouAgriculture
Le secteur primaire comprend, outre les exploitations agricoles et les élevages, les établissements liés à l’exploitation de la forêt et les pêcheurs.
D'après le recensement agricole 2010 du Ministère de l'agriculture (Agreste), la commune de Blénod-lès-Pont-à-Mousson était majoritairement orientée sur la polyculture et le poly - élevage (auparavant même production ) sur une surface agricole utilisée d'environ 239 hectares (inférieure à la surface cultivable communale) en forte baisse depuis 1988 - Le cheptel en unité de gros bétail s'est réduit de 662 à 108 entre 1988 et 2010. Il n'y avait plus que 11 (contre 17 auparavant)exploitation(s) agricole(s) ayant leur siège dans la commune employant 15 unité(s) de travail.(26 auparavant)
Vins des côtes de Toul

### Entreprises et commerces
- Commerces et services de proximité[44].

## Culture locale et patrimoine

### Lieux et monuments
Village classé en 1975 comme typiquement lorrain, possédant un patrimoine bâti remarquable.

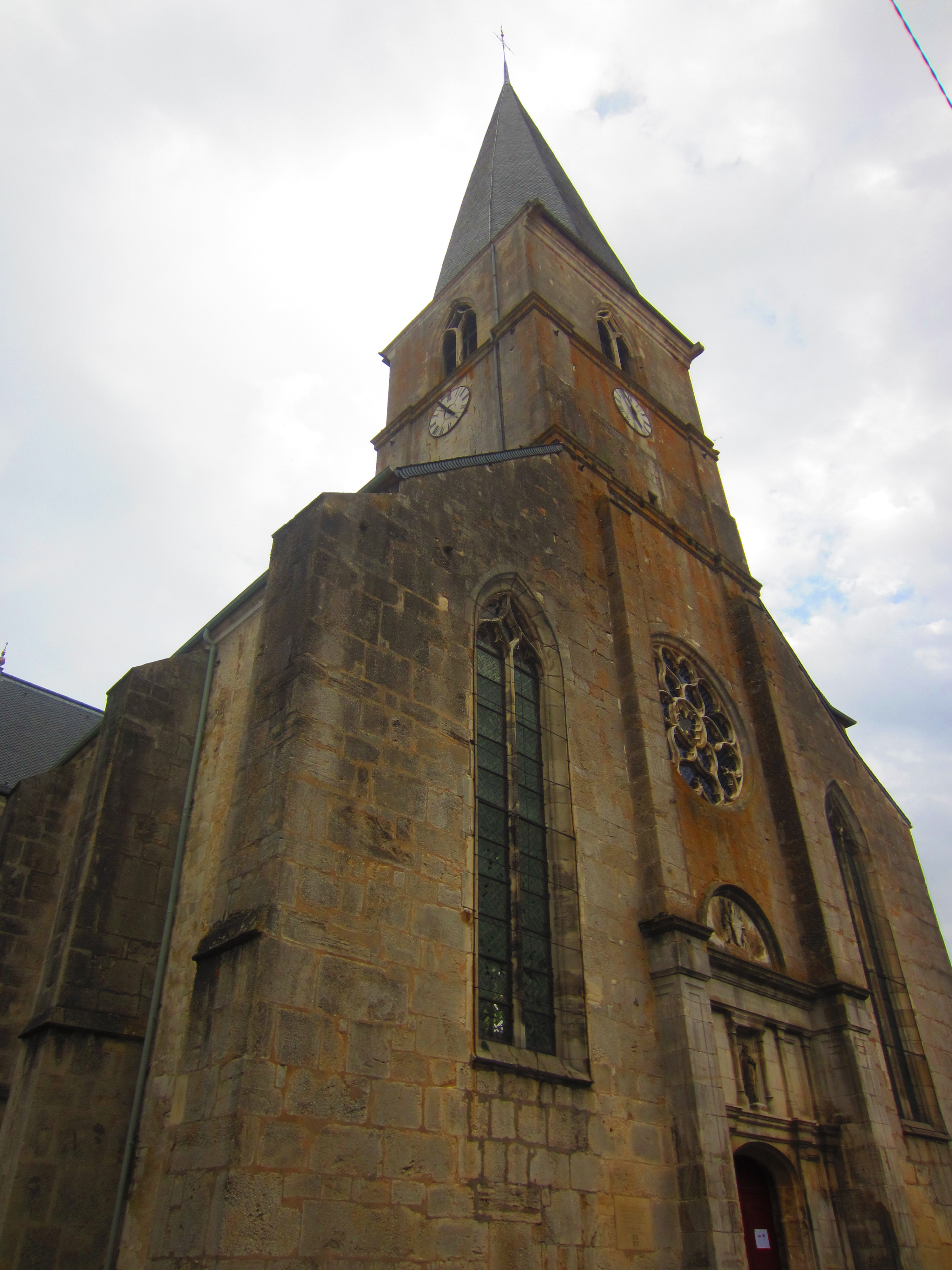
Église Saint-Médard.
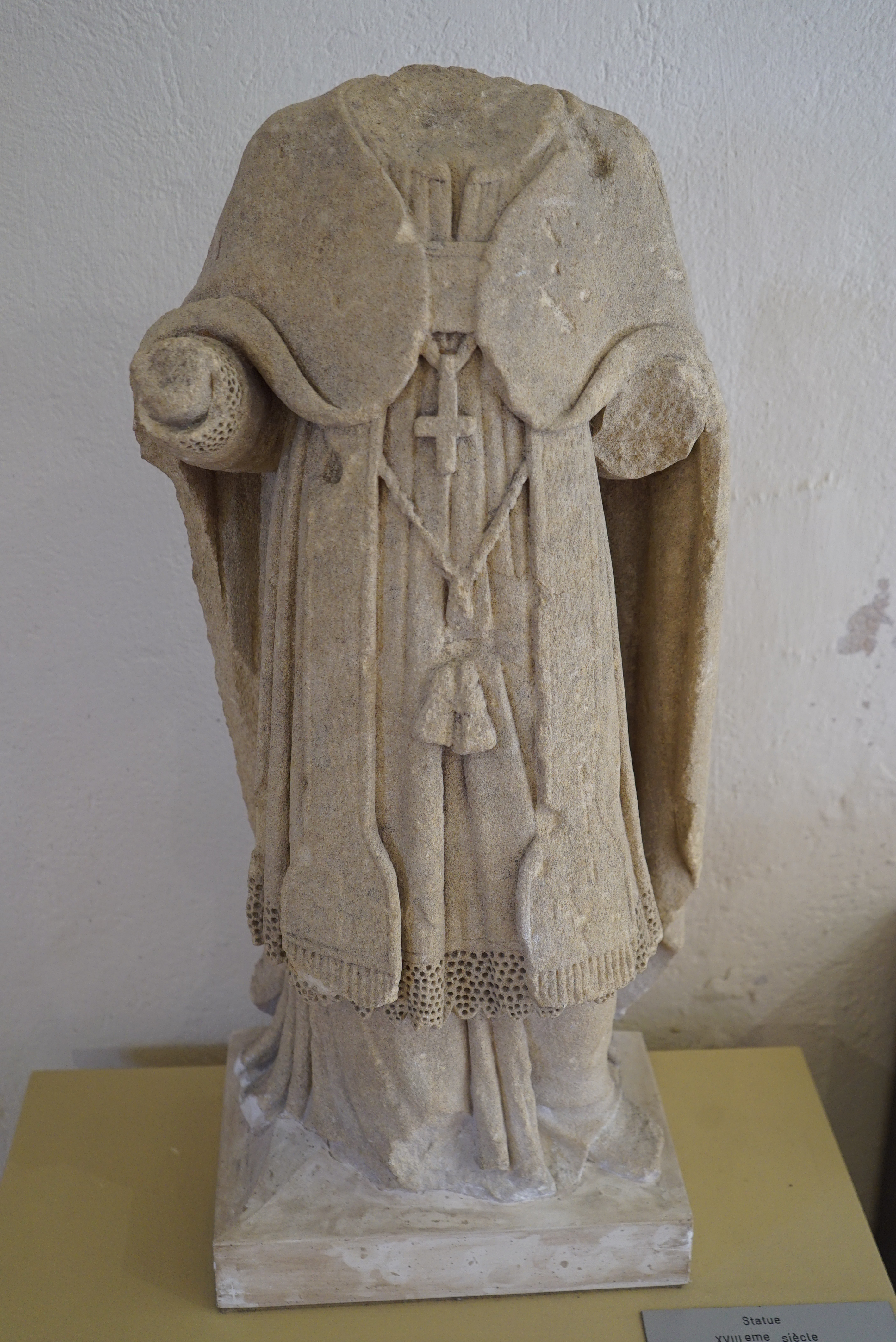
Statue au musée de Toul.
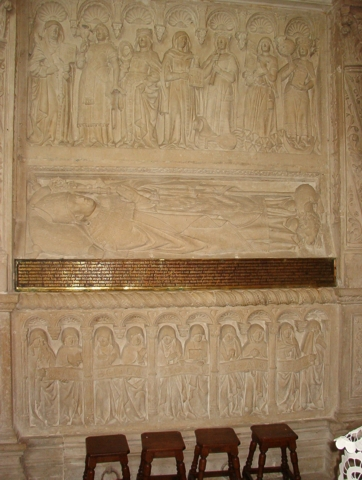
Tombeau de Hugues des Hazards dans l'église Saint-Médard.
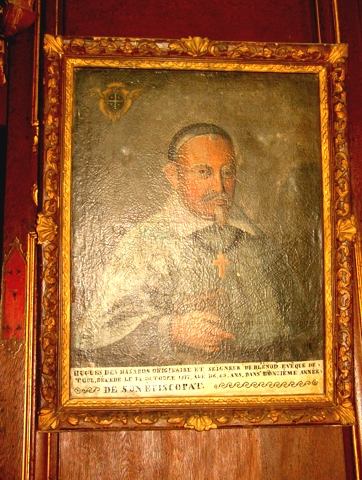
Portrait de Hugues des Hazards.

- Vestiges préhistoriques et antiques :
  - Enceinte de l'âge du Fer à éperon barré sur le mont Gaillaud.
  - Vestiges de constructions romaines en plusieurs points de la commune.
- Ruines du château (XIIIe et XVIe siècles)[46].
- Enceinte de l'église avec  portes fortifiées, chemin de ronde.
- Les Loges 1516, destinées à la protection de la population et des récoltes[47],[48],[49].
- Fort de Blénod du XIXe siècle, construit entre 1879 et 1883, sur les plans théoriques du général Raymond Adolphe Séré de Rivières. Modifié à partir d'août 1888 par ajout de béton spécial[50].
- Moulin à eau de Onze Fontaines[51].
- Lavoir classique : 3 auges de pierre, place de la Barre.
- Fontaine place de la Barre du 16e.
- Église Saint-Médard reconstruite de 1506 à 1512, classée au titre des monuments historiques depuis 1862[52]: portail Renaissance. Une description très détaillée des vitraux de l'église a été réalisée par l'abbé Demange[53].
- Portail du XVe siècle de l'ancienne chapelle Saint-Clément.
- Six croix de chemin.
- Ruines de la chapelle Sainte-Menne[54],[55].
- Ermitage Saint-Fiacre[56].

### Personnalités liées à la commune
- Hugues des Hazards (1454-1517),  74e évêque de Toul,  chancelier du duché de Lorraine, y est né et est  fondateur de l'église.
- Joseph Petitbien (1818-1891), maire de Blénod-lès-Toul et conseiller général, député de Meurthe-et-Moselle de 1876 à 1885, y est né.
- Henry Poirson (1853-1923), haut fonctionnaire, préfet et sénateur de Seine-et-Oise, y est né.
- Médaillés de Sainte-Hélène[57].

### Héraldique, logotype et devise
| Blason de Blénod-lès-Toul | Blason  | D'azur à la croix d'argent cantonnée de quatre dés du même à un point de sable. |
| Blason de Blénod-lès-Toul | Détails | Le statut officiel du blason reste à déterminer.                                |

## Pour approfondir